# Cristian García Santana
Cristian García (Las Palmas de Gran Canaria, 20 de octubre de 1987)  es un deportista español que compite en distintas modalidades de lucha. En la modalidad de grappling, ha sido medalla de plata en el Campeonato Mundial de Grappling 2016, y medalla de oro y bronce en gi y no-gi, respectivamente, en el Campeonato Europeo de 2016, celebrado en Roma, en la categoría de 84 kg.

## Palmarés internacional
| Campeonato Mundial de Grappling | Campeonato Mundial de Grappling | Campeonato Mundial de Grappling | Campeonato Mundial de Grappling |
| Año                             | Lugar                           | Medalla                         | Categoría                       |
| ------------------------------- | ------------------------------- | ------------------------------- | ------------------------------- |
| 2016                            | Minsk (Bielorrusia)             | Medalla de plata                | Grappling Gi 84 kg              |
| Campeonato Europeo              |                                 |                                 |                                 |
| Año                             | Lugar                           | Medalla                         | Categoría                       |
| 2016                            | Roma (Italia)                   | Medalla de oro                  | Grappling 84 kg                 |
| 2016                            | Roma (Italia)                   | Medalla de bronce               | Grappling No-gi 84 kg           |